# Еллен Гатчинс

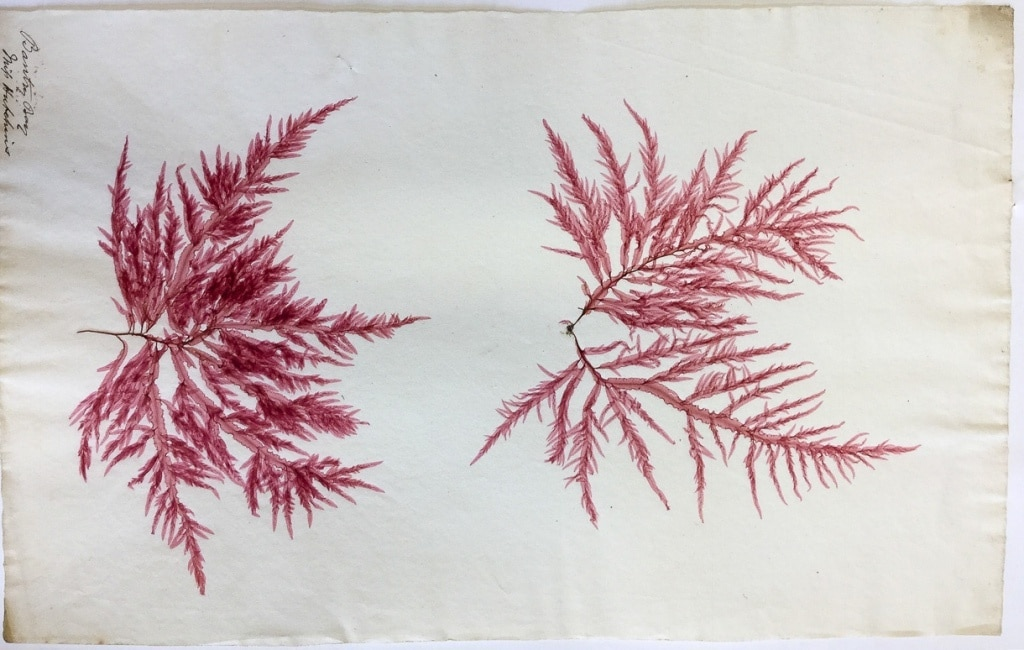
Зразок морських водоростей, ботанічна ілюстрація Еллен Гатчинс

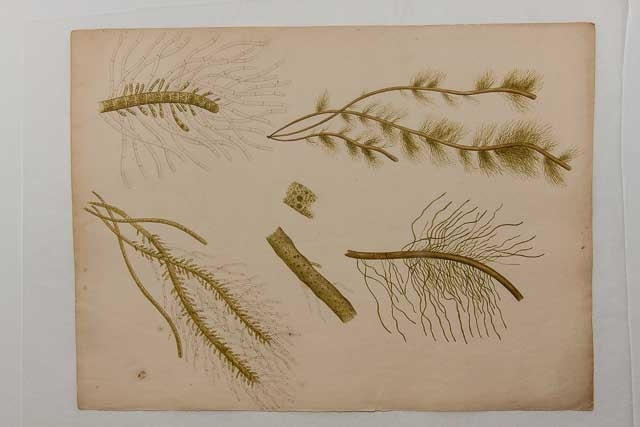
Ботанічна ілюстрація Еллен Гатчинс

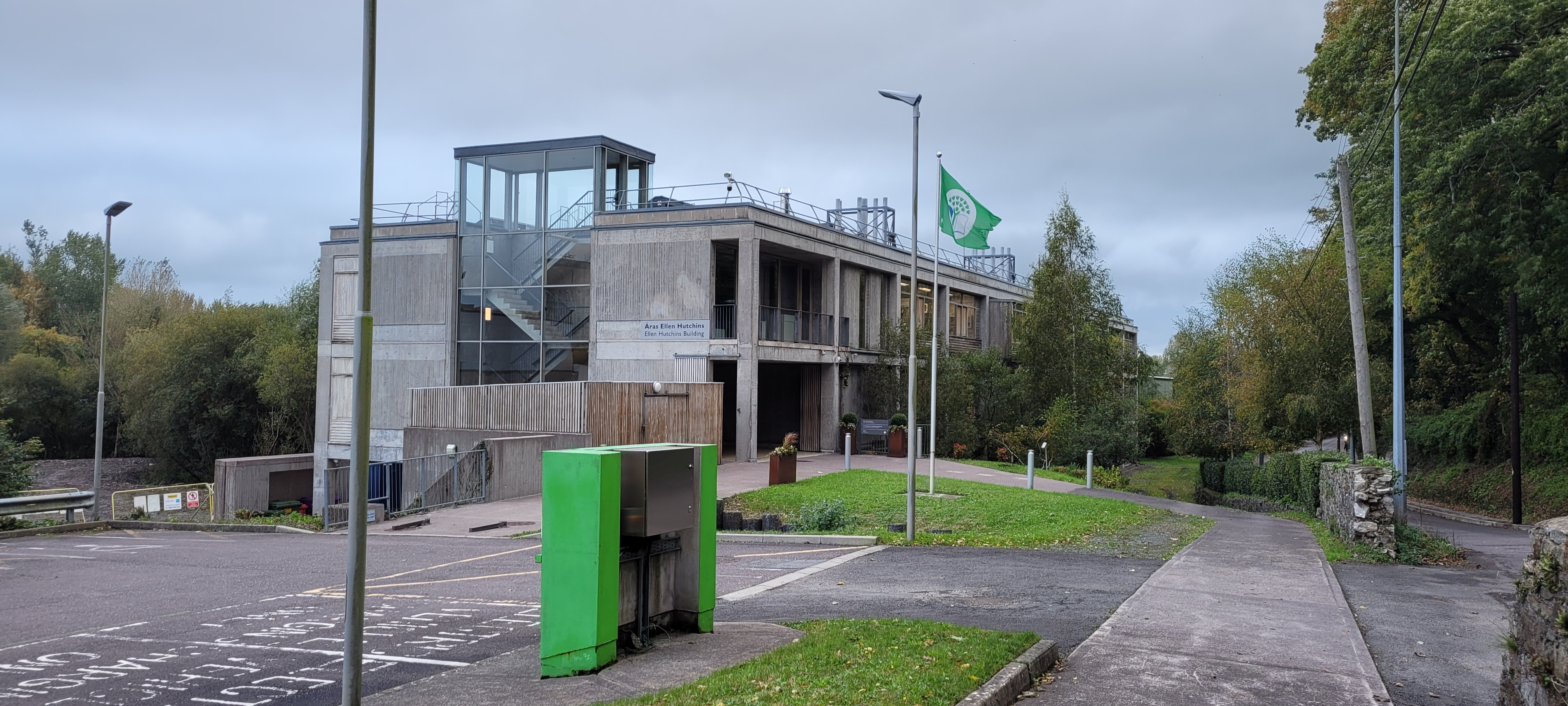
Інститут екологічних досліджень імені Еллен Гатчинс, Університетський коледж Корка

Еллен Гатчинс (англ. Ellen Hutchins; 17 березня 1785 — 9 лютого 1815) — одна з перших ірландських жінок-ботаніків. Вона спеціалізувалася на морських водоростях, лишайниках, мохах та печіночниках. Відома тим, що знайшла кілька нових для науки рослин, визначила сотні видів, створила ботанічні ілюстрації в тогочасних виданнях. На її честь ботаніками того часу було названо багато рослин.

## Біографія
Еллен Гатчинс народилася 17 березня 1785 року у невеликому маєтку своїх батьків у Бантрі-Бей, графство Корк. Була другою наймолодшою дитиною своїх батьків, що вижила. Її батько, Томас, був магістратом, помер, коли їй було два роки, залишивши вдову Елінор та шістьох дітей (з двадцяти одного). Її віддали до школи поблизу Дубліна, і там її здоров'я погіршилося. Доктор Вітлі Стокс, друг сім'ї, взяв її під опіку до себе та своєї дружини у Дубліні. Еллен відновила апетит і здоров'я, а також послухалася поради Стокса і стала займатися природознавством як здоровим хобі. Після покращення здоров'я вона повернулася до рідного дому, щоб доглядати за матір'ю та братом-інвалідом Томасом. У своєму листуванні з ботаніком Доусоном Тернером Гатчінс часто описує своє самотнє та меланхолійне життя опікунки своєї родини в сільській місцевості.
Її здоров'я знову погіршилося, і під кінець 1812 року вона серйозно захворіла. У 1813 році вона разом з матір'ю переїхала до Бандона, графство Корк, щоб отримати медичну допомогу. Після смерті матері у 1814 році, Гатчинс переїхала до брата Артура та його дружини Матильди. Еллен Гатчинс померла 9 лютого 1815 року після тривалої хвороби, під час якої приймала ртуть для лікування печінки. Її поховали на старому кладовищі Бантрі, могила була без надпису, але у 2002 році родина Гатчинсів встановила меморіальну дошку на їхньому приватному сімейному кладовищі. Національний комітет з пам'ятних дощок у галузі науки і техніки у 2015 році, у двохсотріччя її смерті, встановив меморіальну дошку на старому кладовищі Бантрі.
Гатчинс написала багато листів ботанікам та своїм братам. Колекція листів стала цінним джерелом інформації про її життя та внесок у ботаніку.

## Колекціонування рослин та ботанічні ілюстрації
Гатчинс цікавилася ботанікою та проводила багато часу на свіжому повітрі, одночасно займаючись у приміщенні ідентифікацією, записом та малюванням рослин, які вона збирала. Вона вивчала рослини, спеціалізуючись на криптогамах, таких як мохи, печіночники, лишайники та морські водорості. Майже вся її колекція була зібрана в районі Бантрі графства Корк. Флора Західного Корка була порівняно маловивченою на той час. Вона швидко навчалася та мала дар розпізнавання рослин, створювала дуже детальні акварельні малюнки та ретельно готувала зразки. Вона надсилала зразки Стоксу, які він передавав іншим ботанікам. Через Стокса вона познайомилася з Джеймсом Таунсендом Маккеєм, куратором Ботанічного саду Трініті-коледжу у Дубліні. Він допоміг їй у класифікації рослин, які вона колекціонувала, і вона зробила свій внесок у його книгу «Flora Hibernica». У 1807 році Маккей надіслав її зразки ботаніку Довсону Тернеру з Грейт-Ярмута на східному узбережжі Англії для публікації у його книзі «Fuci». Подяка Тернера стала початком семирічного листування та обміну зразками й малюнками. У 1999 році Національний ботанічний сад у Дубліні опублікував добірку цих листів. Двоюрідна праправнучка Еллен Гатчинс Медлін Гатчинс розшифрувала та опублікувала у вільному доступі двадцять чотири збережених листи між Гатчинс та Тернером, датовані 1811 роком. У цій публікації також передруковано список із майже 1100 рослин, який вона підготувала між 1809 і 1812 роками на прохання Довсона Тернера для «повного каталогу рослин усіх видів, які Ви знайшли у своєму районі».
Під час пошуків зразків вона зафіксувала понад 400 видів судинних рослин, близько 200 видів водоростей, 200 мохів та 200 лишайників. Серед двох останніх груп вона відкрила кілька нових видів, зокрема Jubula hutchinsiae, Herberta hutchinsiae, Leiocolea bantriensis, лишайник Thelotrema isidiodes та ще три види лишайників, названі на її честь. Розбіжності між її списками видів та пізнішими записами з Західного Корка також є цікавими, оскільки вони допомагають датувати скорочення деяких видів, спричинене змінами через сільське господарство, а також появою інвазійних видів.
Її здатність знаходити нові рослини, а також якість її малюнків і зразків викликали захоплення у провідних ботаніків того часу, а її роботи були представлені в багатьох публікаціях. Хоча вона ніколи не публікувала свої праці під власним іменем, вона зробила значний внесок у нові науки про рослини своєї епохи. Спочатку вона відмовлялася, щоб її ім'я пов'язували з її знахідками, але невдовзі прийняла це. Останні томи English Botany (1790–1814) from Джеймса Совербі та Джеймса Едварда Сміт включала описи її ботанічних знахідок. Джеймс Едвард Сміт писав про неї, що «вона могла знайти майже все». Після смерті Гатчинс Довсон Тернер писав, «що ботаніка втратила прихильницю, таку ж невтомну, як і проникливу, і таку ж успішну, як і невтомну». У монографії Вільяма Гукера про печіночники  British Jungermanniae (1816), її ім'я було пов'язане майже з кожним рідкісним видом, згаданим у ньому. Серед її рідкісних знахідок були лишайники, і вона зробила свій внесок у книгу Льюїса Вестона Діллвіна British Confervae (1802–09).
Вона була завзятою садівницею і доглядала за рослинами, зокрема й за тими, що їй надіслав Маккей, на полі в Баллілікі, відомому як сад міс Еллен. Найщасливіше вона почувалася в саду або у своєму маленькому човні, збираючи водорості, які потім приносила додому, щоб сортувати та розфарбовувати.

## Рослини, названі на честь Еллен Гатчинс
На її честь був названий рід судинних рослин:
- Hutchinsia (зараз Hornungia) Brassicaceae[18]. Загальноприйнята назва "Hutchinsia" використовується у Великій Британії для Hornungia petraea C. Agardh.

На її честь названі три види лишайників:
- Lecania hutchinsiae[10]
- Pertusaria hutchinsiae[17]
- Enterographa hutchinsiae[17]

На її честь названо кілька морських водоростей:
- Cladophora hutchinsiae (Dillwyn) Kützing (= Conferva hutchinsiae Dillwyn)[24]
- Dasya hutchinsiae Harvey[25]

Два мохоподібні, які вона відкрила, названі на її честь:
- Jubula hutchinsiae[26] (common name Hutchins Hollywort)[17]
- Ulota hutchinsiae[27] (common name Hutchins' Pincushion)[17][28]

## Спадщина
Її ботанічні зразки та ілюстрації знаходяться в найважливіших музейних колекціях Великої Британії, Ірландії та США. Еллен Гатчинс заповіла свою колекцію зразків рослин Довсону Тернеру, і багато з них зараз знаходяться у Музеї природознавства в Лондоні. Її невістка, Матильда, передала Довсону Тернеру ботанічні ілюстрації, і понад двісті з них із зображеннями морських водоростей зараз знаходяться в архівах Королівських ботанічних садів в К'ю, а частина зберігається в міському музеї Шеффілда. Зразки та малюнки, які були надіслані провідним ботанікам і представлені в їхніх публікаціях, увійшли до їхніх колекцій. До них належать колекції у Триніті-коледжі, Дублін; Лондонському Ліннеївському товаристві (колекція Сміта); Нью-Йоркському ботанічному саду (гербарій Вільяма та Лінди Стір). Її листи до Довсона Тернера зберігаються в Триніті-коледжі у Кембриджі; а листи Довсона Тернера до неї — у бібліотеці та архіві ботанічних садів К'ю. Також в К'ю є листи від Маккея до Гатчинс, а в Триніті-коледжі Дубліна — її листи до нього.
У 2015 році в Бантрі та його околицях відбувся фестиваль Еллен Гатчинс, який тепер став щорічною подією.
У лютому-квітні 2017 року в школі природничих наук Триніті-коледжу Дубліна відбулася виставка, присвячена її життю та творчості.
У 2018 році у бібліотеці Національного університету Ірландії відбулася виставка про життя та творчість Гатчинс.
Ellen Hutchins (1785-1815) Botanist of Bantry Bay (2019) була написана Медлін Гатчинс та оформлена Дженні Демпсі, містить деякі її ілюстрації та сучасні фотографії місцевості, де вона жила та навчалася.
Виставка її листів, малюнків та ботанічних публікацій проходила в садах К'ю з вересня по листопад 2019 року.
У 2020 році вийшла друком книга Маріанни Лі A Quiet Tide. Це була вигадана розповідь про життя Гатчинс.
У вересні 2022 року Інститут екологічних досліджень при Національному університеті Ірландії  перейменував свою будівлю на честь Еллен Гатчинс. Водночас було відкрито читальний зал імені Еллен Гатчинс, в якому зберігаються архівні матеріали, зразки морських водоростей, а також книги, листи та малюнок Гатчинс.